# Oksana Udmurtova
Oksana Pavlovna Udmurtova (en russe : Оксана Павловна Удмуртова), née le 1er février 1982 à Grakhovo, est une athlète russe, spécialiste du saut en longueur et du triple saut. 

## Palmarès
| Date | Compétition                    | Lieu       | Résultat | Épreuve     | Marque  |
| ---- | ------------------------------ | ---------- | -------- | ----------- | ------- |
| 2005 | Championnats du monde          | Helsinki   | 6e       | Longueur    | 6,53 m  |
| 2006 | Championnats du monde en salle | Moscou     | 7e       | Longueur    | 6,50 m  |
| 2006 | Championnats d'Europe          | Göteborg   | 3e       | Longueur    | 6,69 m  |
| 2007 | Championnats d'Europe en salle | Birmingham | 4e       | Triple saut | 14,41 m |
| 2008 | Jeux olympiques                | Pékin      | 5e       | Longueur    | 6,70 m  |

### Records
| Épreuve          | Épreuve   | Performance | Lieu   | Date            |
| ---------------- | --------- | ----------- | ------ | --------------- |
| Saut en longueur | Plein air | 7,02 m      | Doha   | 12 mai 2006     |
| Saut en longueur | Salle     | 6,89 m      | Moscou | 17 février 2006 |
| Triple saut      | Plein air | 14,85 m     | Padoue | 31 août 2008    |
| Triple saut      | Salle     | 14,94 m     | Tartu  | 20 février 2008 |